# Ташфін ібн Алі
Ташфін ібн Алі (*д/н —1145) — 6-й володар Альморавідів у 1143—1145 роках.

## Життєпис
Походив з династії Альморавідів. Син володаря Алі ібн Юсуфа. Про місце й дату народження немає відомостей. Замолоду здобув військову освіту, бравши участь у походах під орудою батька та своїх стрийко.
У 1126 році вперше самостійно очолив військо, завдавши поразки кастильським військам у битві при Толедо, після чого він сплюндрував низку фортець у Новій Кастилії. У 1128 році здійснив ще один успішний грабіжницький похід до Кастилії. У 1129 році призначається батьком валі (намісником) Гранади і Альмерії. У 1130 році захопив важливу фортеці Азеку. У 1131 році призначається валі Кордови.
У 1132 році Ташфін ібн Алі рушив на Кастилію, захопивши місто Сан-Естебан-де-Гормас, потім завдав поразки кастильцям. Того ж року рушив на допомогу Севільї, яку взяв в облогу графом Родріго Гонсалесом де Лара. Зрештою Ташфін змусив християнські війська відступити. У 1134 році надав допомогу Бадахосу, який взяв в облогу Альфонсо VII, король Кастилії. Неподалік міста відбулася запекла битва, але Ташфін ібн Алі здобув перемогу, але не зміг повністю знищити супротивника, змусивши кастильців відступити. Після цього альморавідські загони зайняли фортеці Ідіана та Ескалона.
У 1138 році на заклик батька прибув до Марокко, де вступив у боротьбу з Альмохадами. Протягом 1135—1141 років зумів завдати їм низку поразок, але не зміг повністю знищити ворогів.
Після смерті свого батька у 1143 році успадкував владу. Від самого початку вимушений був продовжувати боротьбу з Альмохадами. 1144 року Ташфіну ібн Алі вдалося досягти деяких успіхів у боротьбі з ними, втім того ж року мосарабами перейшли на бік Альмохадів. Невдачі з Альмохадами викликало новий наступ християнських держав й повстання на Піренейському півострові (цей час отримав назву «другий період тайф»). У 1144 році кастильськими військами було захоплено Кордову і Хаєн, але у 1145 році війська Альморавідів відвоювали Кордову.
Зрештою у 1145 році Ташфін зазнав поразки у битві при Тлемсені, після цього рушив до Орана, де перебував очільник Альмохадів — Абд аль-Мумін. Тривала облога міста з суходолу та моря мала призвести до падіння Орана. Але наприкінці березня 1145 році Ташфін ібн Алі впав зі скелі під час підпалу ворогами альморавідського флоту.
Владу успадкував його малолітній син Ібрагім ібн Ташфін.